# Pink Houses
Pink Houses es un sencillo del artista estadounidense John Mellencamp, fue lanzado en el año 1983

## Uso en la política
- En 2004, la canción fue tocada en los eventos para el senador John Edwards campaña presidencial.[1] La canción fue utilizada en eventos también de Edwards campaña presidencial de 2008.[2]
- "Pink Houses" junto con Our Country"  fueron interpretado por el senador John McCain en los acontecimientos políticos de su campaña presidencial de 2008. Mellencamp en contacto con la campaña de McCain apunta apoyo octubre Mellencamp para el ala progresista del Partido
- El demócrata McCain utilizó el tema de Mellencamp.[2][3]
- En 2009  "Pink Houses" se pudo escuchar We Are One: The Obama Inaugural Celebration en el Lincoln Memorial.
- En 2010, "Pink Houses" fue utilizado por la Organización Nacional para el Matrimonio (NOM). En la instrucción de Mellencamp, su publicista envió una carta a la NOM indica "que el Sr. Mellencamp los puntos de vista sobre el mismo matrimonio, viernes y la igualdad de derechos para las personas de todas las orientaciones sexuales están en desacuerdo con la agenda establecida de NOM".[4]